# Кантонијера (Витербо)
Кантонијера је насеље у Италији у округу Витербо, региону Лацио.
Према процени из 2011. у насељу је живело 14 становника. Насеље се налази на надморској висини од 593 м.